# You’re No Good
You’re No Good – kompozycja bluesmana Jesse’ego Fullera, nagrana także przez Boba Dylana na jego pierwszym albumie. Fuller nagrał ją także pod tytułem Crazy About a Woman i Crazy 'Bout a Woman.

## Historia utworu
Jesse Fuller (ur. 1896, zm. 1976) nagrał ten utwór po raz pierwszy w 1959 i umieścił go na albumie Brother Lowdown. Następnie wersję tego utworu pod tytułem „Crazy About a Woman” nagrał na albumie San Francisco Bay Blues w 1962.
W 1962 „You’re No Good” ukazała się na pierwszym albumie Boba Dylana.
13 maja 1963 nową wersję „You’re No Good” nagrał sam Jesse Fuller.
Podczas sesji nagraniowej w Londynie 26 października 1965 Fuller nagrał utwór ponownie, tym razem jako „Crazy 'Bout a Woman”.

## Wersje Boba Dylana
Bod Dylan nagrał ten utwór na pierwszej z dwu sesji do swojego pierwszego albumu – Bob Dylan – czyli 20 listopada 1961. Nagrał co najmniej osiem wersji; na album producent John Hammond wybrał wersję trzecią. Z tej sesji Hammond wybrał jeszcze następujące utwory: „Fixin’ to Die”, „The House of the Rising Sun”, „Talkin’ New York”, „Song to Woody”, „Baby, Let Me Follow You Down” i „In My Time of Dyin’”.
Wersja Dylana przedstawiona na tym albumie jest niezwykle żywiołowa, wręcz nerwowa, być może dlatego, że utwór wyraża złość wykonawcy. Piosenka ta skierowana jest do kobiety, którą on kocha, ale sam nie wie dlaczego, ponieważ nie jest to „dobra kobieta”.
23 listopada Dylan nagrał drugą wersję tego utworu. Stało się to na spotkaniu w nowojorskim domu Eve i Maca McKenziech. Razem z 13 innymi folkowymi i bluesowymi piosenkami z tej sesji oraz z 9 z sesji odbytej 4 grudnia wypełnił tzw. Pierwszą taśmę McKenziego (ang. First McKenzie's Tape).